# Kombitherme

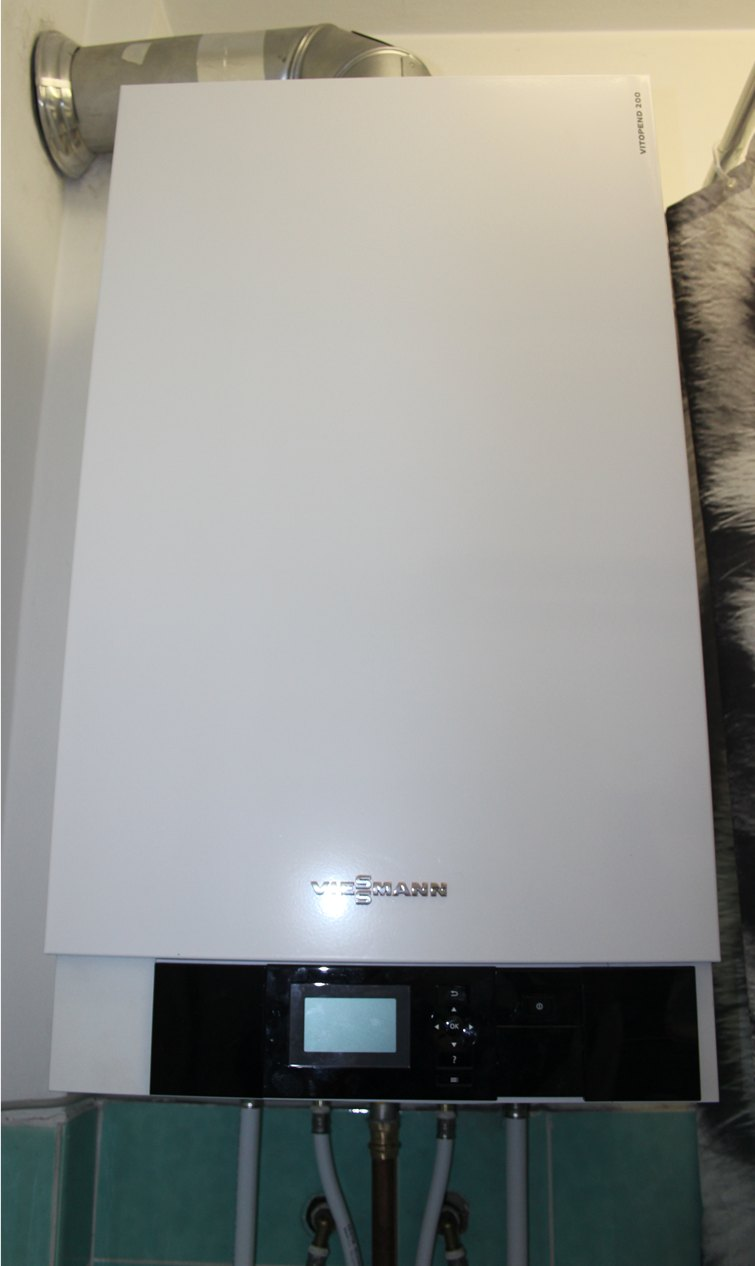
Programmierbare Kombi-Therme mit Gas-/Heizwasser-/Trinkwasserleitungen (unten)

Unter einer Kombitherme versteht man ein kompaktes Heizgerät, welches sowohl zur Wassererwärmung für die Heizung als auch zur Bereitstellung von Warmwasser mittels eines integrierten Durchlauferhitzers dient.
Kombithermen werden fast ausschließlich mit Erdgas oder Flüssiggas betrieben und heißen dann Gas-Kombitherme, Gas-Kombiwasserheizer (KWH) oder umgangssprachlich Gastherme. Erdgas- und Flüssiggasgeräte sind annähernd baugleich. Zur Umrüstung auf das jeweils andere Gas ist in der Regel lediglich der Tausch von Düsen und die Anpassung einiger Einstellungen erforderlich.
Die Feuerung einer Therme enthält deutlich weniger Wasser als ein klassischer Heizkessel. Vor der Einführung von Brennwertgeräten mit abgeschlossener Brennkammer (Kesselkörper) besaßen die meisten Thermen einen offenen Wärmetauscher in Form eines Rohrregisters mit aufgesetzten Blechen zur Verbesserung der Wärmeübertragung. Lediglich die Rohrschleifen waren mit Wasser gefüllt. Der dichte Brennraum einer Brennwerttherme ist entweder doppelwandig ausgeführt oder ebenfalls von Rohrwendeln umgeben. Durch die engstehenden lamellenförmigen Wärmeleitbleche kann der Wärmetauscher wesentlich kleiner und leichter ausgeführt werden, so dass eine Therme üblicherweise wandhängend montiert werden kann. In Brennwertgeräten wird die Wärmeübertragung durch ein Gebläse optimiert, so dass auf Wärmeleitbleche verzichtet werden kann. Um das Sieden des Wasserinhalts zu vermeiden, ist entweder ein Mindest-Umlauf erforderlich oder die Flamme wird entsprechend reguliert.

## Funktion
Eine Kombitherme besteht üblicherweise aus dem Brenner, der den Wärmeübertrager (Wärmetauscher) zur Erwärmung des Wassers im Heizkreislauf befeuert, und einem nachgeschalteten Plattenwärmetauscher, in welchem das Heizungswasser seinen Wärmeinhalt bei Bedarf auf das zu erwärmende Trinkwasser überträgt. Die Warmwasserbereitung geschieht nach dem Prinzip des Durchlauferhitzers, so dass kein Speicher für das erwärmte Trinkwasser benötigt wird.
Eine Heizungspumpe sorgt für den Umlauf des erhitzten Wassers im Heizkreislauf. Sie ist meist in der Kombitherme integriert. An den Kreislauf sind über die Heizungsrohre (meist aus Kupfer oder Kunststoff) Heizkörper angeschlossen, welche die im Wasser gespeicherte Heizenergie an die Räume abgeben.
Der Durchlauferhitzer erwärmt das Wasser zum direkten Verbrauch. Daher hängt eine Kombitherme oft dort, wo am meisten warmes Wasser gebraucht wird – in Wohngebäuden zumeist im Badezimmer oder in der Küche. Es ist jedoch wie bei einer Zentralheizung auch möglich, das erhitzte Wasser in weiter entfernten Räumen zu entnehmen.
Die Steuerung der Heizfunktion der Kombitherme erfolgt über einen Außentemperaturfühler, einen Raumthermostaten oder beide, die jeweils an einem nicht von der Sonne beschienenen Ort angebracht sind. Der Raumthermostat wird in einem „Leitraum“ angebracht, dessen Temperatur möglichst wenig fluktuiert. Oft wird das Wohnzimmer gewählt. Wenn im Wohnzimmer Wärmequellen wie ein Kamin vorhanden sind, wird der Raumthermostat stattdessen vorzugsweise in einem anderen Aufenthaltsraum wie dem Esszimmer, einem regelmäßig genutzten Arbeits- oder Kinderzimmer oder auch dem Flur montiert. Andernfalls würde die Heiztherme ihre Leistung stark drosseln, solange der Kaminofen in Betrieb ist.
Am Raumthermostat lässt sich in der Regel die gewünschte Raumtemperatur einstellen. Oft können auch Heizzeiten und Absenkzeiten definiert werden.
Die Durchlauferhitzerfunktion wird über die Wasserentnahme gesteuert. Entnimmt jemand aus der Warmwasserleitung Wasser, schaltet sich der Brenner an und heizt mit voller Leistung das Wasser. Bis das erwärmte Wasser die Entnahmearmatur erreicht, vergeht allerdings einige Zeit. Das bis dahin durch die Armatur strömende Wasser gelangt häufig ungenutzt in den Abfluss.

## Unterschiede zwischen Kombithermen und Gasheizkesseln
Gasthermen verfügen im Gegensatz zu Gasheizkesseln in der Regel nicht über einen Warmwasserspeicher. Kombithermen erhitzen das Wasser wie ein Durchlauferhitzer im Moment des Bedarfs, während ein Gasheizkessel die Temperatur des Wassers im Kessel über längere Zeit aufrechterhalten kann. Das Volumen des Speichers kann dabei stark variieren.

## Vergleich der Kombitherme mit separaten Geräten
Im Folgenden werden die Vor- und Nachteile einer Kombitherme im Vergleich zu einer einfachen Etagenheizung und einem separaten Warmwasserspeicher oder Durchlauferhitzer aufgelistet.

### Vorteile
- Geringerer Platzverbrauch (die Kombitherme steckt oft im gleichen Gehäuse wie das gleiche Gerät ohne Durchlauferhitzerfunktion).
- Etwas geringerer Gas- und Wasserverbrauch als getrennte Geräte, weil die Wärmeverluste im kombinierten Betrieb geringer sind.
- Geringere Installationskosten, weil kein zweiter Gas- bzw. Starkstromanschluss für einen elektrischen Durchlauferhitzer benötigt wird.
- Alle Vorteile, die eine Therme im Vergleich zu einem Warmwasserboiler hat (je nach System ein meist geringerer Bereitstellungsverlust, wenn selten Wasser entnommen wird; geringerer Platzverbrauch).
- Im Vergleich zu elektrischen Durchlauferhitzern häufig längere Lebensdauer.

### Nachteile
- Unter Umständen ein größeres Gehäuse, welches möglicherweise in der Nähe des größten Warmwasserbedarfs baulich schwierig zu integrieren ist.
- Je nach System im Vergleich zum elektrischen Durchlauferhitzer und zu einem Warmwasserboiler meist eine längere Wartezeit, bis warmes Wasser zur Verfügung steht (sofern das System abgekühlt war und das Gerät keine automatische Bereitstellungsfunktion hat). Damit verbunden ist ein erhöhter Wasserverbrauch, wenn Wasser ungenutzt abfließt, bis die gewünschte Temperatur an der Zapfstelle zur Verfügung steht.
- Bei Verwendung einer Mischbatterie in mittlerer Stellung startet auch bei kurzer Wasserentnahme unnötigerweise die Therme, obwohl bis zum Schließen der Armatur möglicherweise nur kaltes Wasser aus der Leitung rinnt. Getrennte Wasserhähne für Kaltwasser und Warmwasser können helfen, Wärmeverluste durch Fehlbedienung zu vermeiden.
- Unter Umständen höherer Preis als beim Ankauf von Einzelgeräten, besonders im Vergleich einer Kombination einer einfachen Gas-Therme mit einem Elektro-Durchlauferhitzer.
- Die für die Warmwassererhitzung im Durchlauf nötige hohe Leistung der Geräte kann im Heizbetrieb zu hohen Brenner-Taktraten mit hohen Wärmeverlusten in Stillstandszeiten führen (siehe dazu Heizkessel#Energieverschwendung).
- Mit steigendem Wasserverbrauch sind die laufenden Kosten bei Heizkesseln oft niedriger. Bei geringen Verbräuchen fallen hingegen die Wärmeverluste mehr ins Gewicht.[4]

## Kombitherme oder Brennwertkessel
Zum Ende der 2000er Jahre hatten (Gas-)Brennwertkessel mit Brauchwassererwärmung die einfachen Heizkessel-Kombithermen in Effizienz und Verkaufszahlen deutlich überholt. In Sachsen wurde 2009 sogar eine „Abwrackprämie“ für alte Heizkessel eingeführt.